# Kaple Panny Marie Bolestné (Kunratice)
Kaple Panny Marie Bolestné je památkově chráněná drobná sakrální stavba vybudovaná v širé krajině východně od obce Kunratice směrem ke Frýdlantu na severu České republiky, ve Frýdlantském výběžku Libereckého kraje.

## Historie
Objekt byl zbudován na konci 18. století v místě, kterému se říkávalo Tongrund. V těsném sousedství kaple stojí dva vzrostlé stromy. Od konce druhé světové války do konce komunistického režimu v Československu (1989) kaple chátrala, takže se z ní dochovalo pouze torzo. Roku 2013 byly dochované části stavby obnoveny za finanční pomoci formou dotace od Ministerstva kultury České republiky.
Uvnitř kaple původně stávala socha Piety zhotovená během 18. století. V roce 2013 byl však interiér prázdný.

## Popis
Zděný objekt je vybudován na půdorysu ve tvaru čtverce. Stěny pokrývaly hladké omítky, které členila lizénová pole a pilastry. Ve vrchní části byla kaple zakryta sedlovou střechou pokrytou pálenými taškami bobrovkami. Do stavby se vchází z jižní strany a vstup je lemován kamenným ostěním.
Dochované torzo mělo podobu torza zdiva západní a severní stěny. Na vnitřní straně byly rozeznatelné části pilastrů s výběžky kleneb a půlkruhových výsečí. Zajištění zbytků stavby proti chátrání ovšem nebylo realizováno a pozůstatky kaple tak degradovaly dál. Při opravách v roce 2013 došlo k dozdění obvodového zdiva a zadního štítu do původní výše a z vrchu zakrytí tohoto zdiva taškami. Objekt však nemá z té doby vnější stěny omítnuté a chybí mu rovněž vstupní dveře. Vnitřní zdi omítnuty jsou a opravena je i podlaha v kapli.